# خط إلوي سفلي
الخط الإلوي السفلي (بالإنجليزية: Inferior gluteal line)‏ يعد الأقل تميزا من بين الخطوط الألوية الثلاثة، يبدأ من أمام الشق على الحدود الأمامية وينحني في اتجاهه على شكل قوس للخلف والأسفل وينتهي بالقرب من الثلمة الوركية الكبرى .سطح العظم المتضمن بين الخطوط الألوية الأمامية والسفلية مقعرة من أعلى إلى أسفل، محدب من جهة الخلف، ويصل إلى العضلة ألوية الصغرى. بين الخط الألوي السفلي والجزء العلوي من الحق الذي يكون قاسي، الألتلم الضحل(بالإنجليزية:  shallow groove)‏، الذي ينشأ منه وتر المنعكس من العضلة الفخذية المستقيمة(بالإنجليزية: Rectus femoris muscle)‏.